# Lyndon Baines Johnson Library & Museum

Logo der Johnson Präsidentenbibliothek (seit 2014)

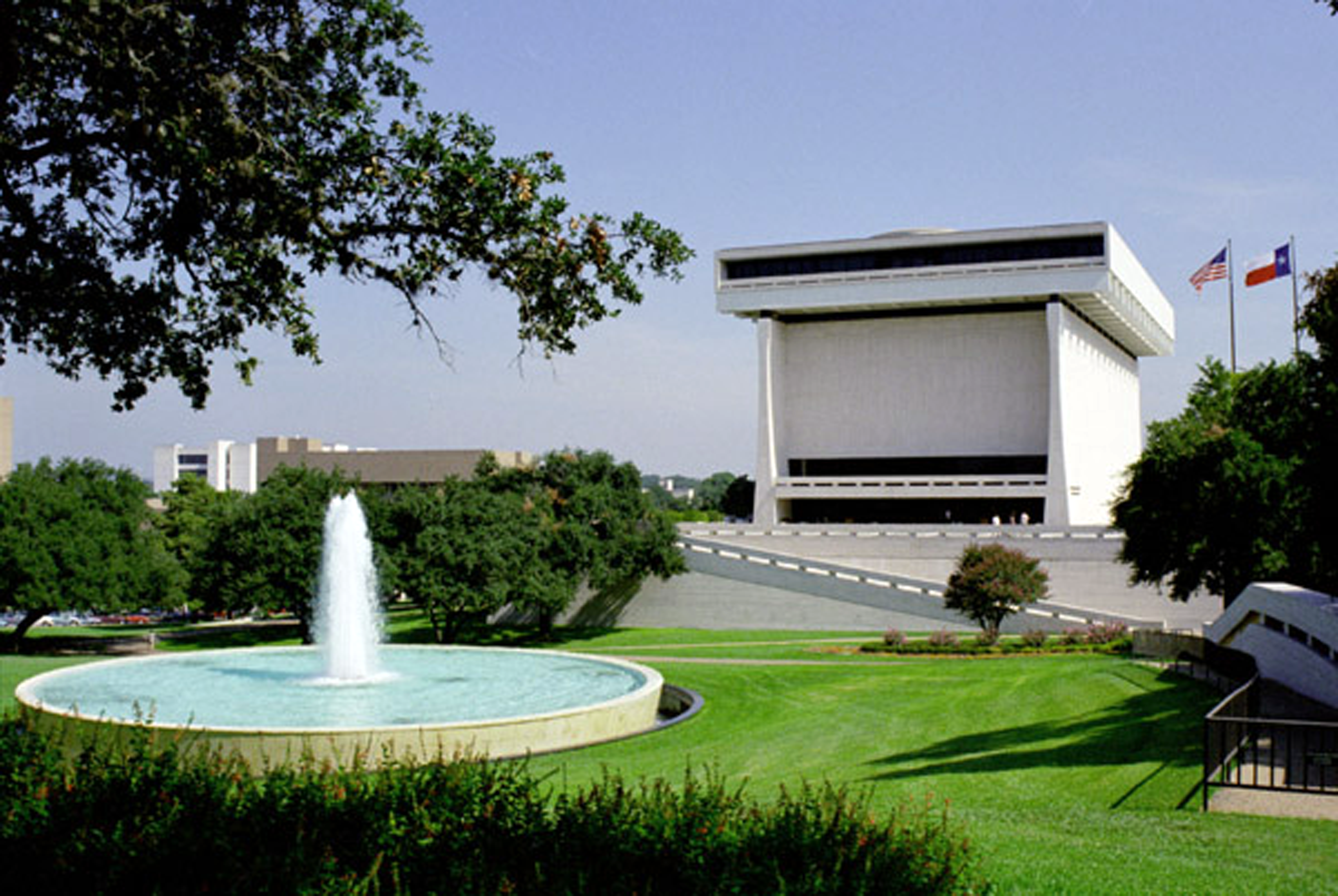
Lyndon Baines Johnson Library & Museum

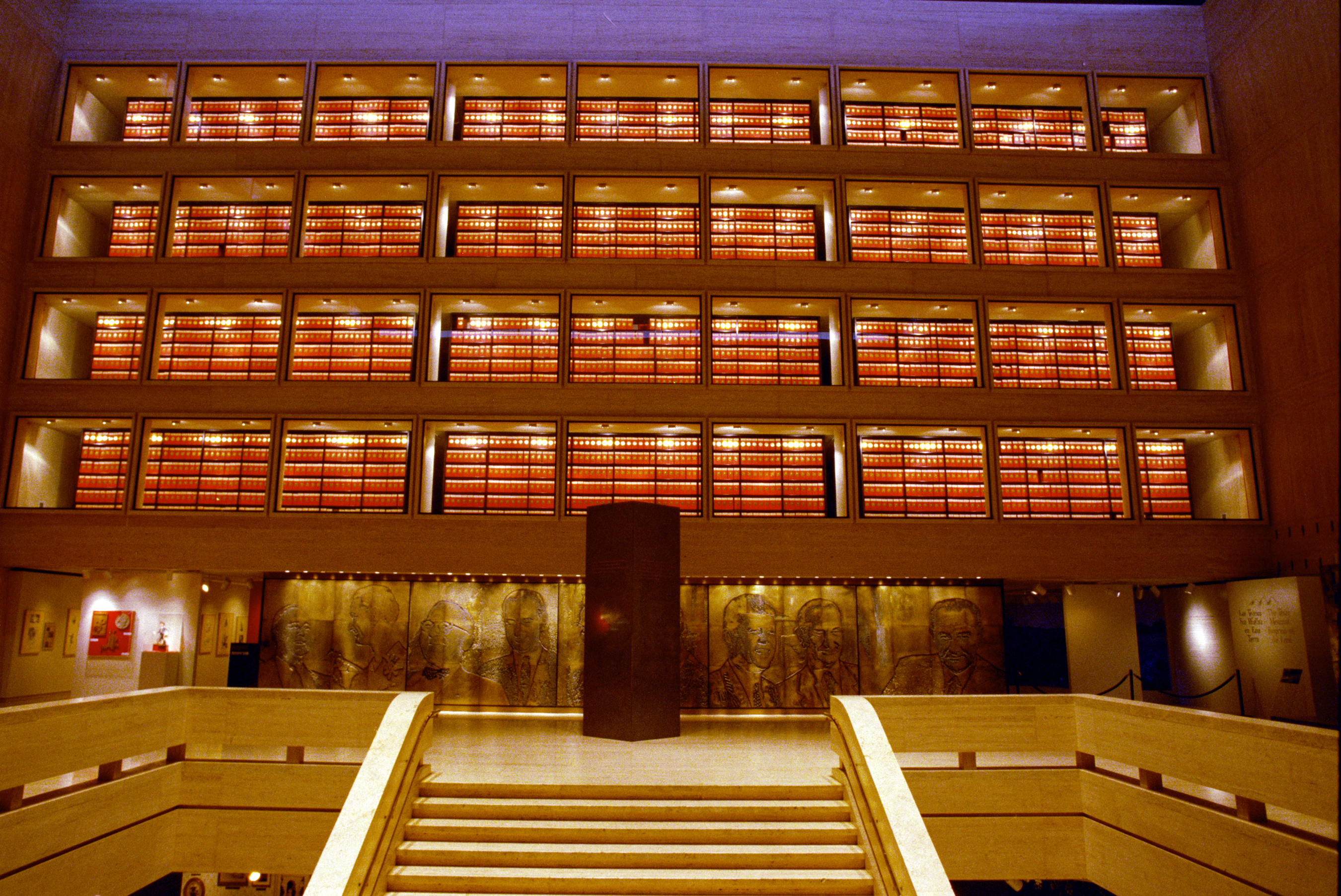
Innenansicht des Museums

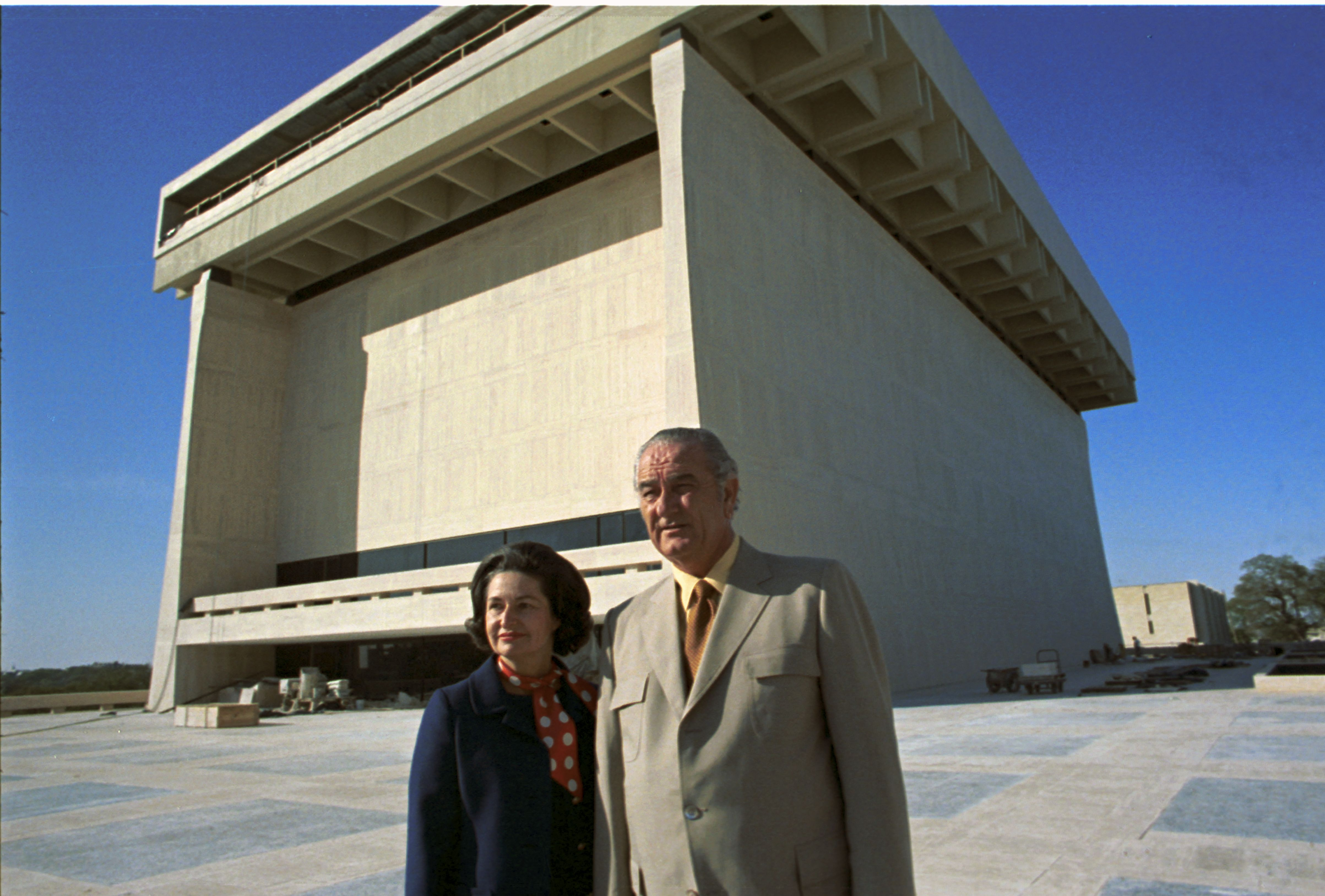
Lyndon B. Johnson mit seiner Frau Lady Bird Johnson vor dem Museumsgebäude, März 1971

Das Lyndon Baines Johnson Library & Museum (kurz LBJ Library & Museum) ist eine Einrichtung, bestehend aus einer Bibliothek und einem Museum, die sich mit dem von 1963 bis 1969 amtierenden US-Präsidenten Lyndon B. Johnson (1908–1973) befasst. Es befindet sich in Austin (Texas), etwa 86 km östlich von Präsident Johnsons Geburtsort Stonewall in Texas. Die Einrichtung zählt rund 250.000 Besucher pro Jahr.

## Beschreibung und Geschichte
Das Museum wurde nach einer Bauzeit von rund zwei Jahren 1971 eröffnet. Mit der Planung wurde das renommierte amerikanische Architekturbüro Skidmore, Owings and Merrill beauftragt. 2013 wurde das Museum umfassend restauriert und die Ausstellungen modernisiert. Das Ausstellungsgebäude an sich verfügt über zehn Stockwerke, in der Nähe befindet sich ein Park, der sogenannte Lyndon Baines Johnson National Park. Es ist eine von bisher 13 Präsidentenbibliotheken, die von der National Archives and Records Administration (einem Institut zum Schutz und Erhalt von historischen und Regierungsdokumenten) verwaltet wird. Mehr als 45 Millionen Seiten von historischen Dokumenten verfügt die Bibliothek, darüber hinaus rund 650.000 Fotos, sowie historisches Filmmaterial über Lyndon B. Johnson, seine Familie und näheren Mitarbeiter. Im Museum wird die Ausstellung Amerika: 1908 – 1973 gezeigt, die Johnsons Lebensgeschichte erzählt, die auch im Kontext zur Geschichte der USA steht. Das Museum legt Fotografien, Briefe, Musik und weiteres Medienmaterial über Lyndon Baines Johnson offen. Es existiert auch ein Souvenirladen im Museum.
In der Bibliothek werden regelmäßig politische Veranstaltungen abgehalten. Im Februar 2011 beispielsweise besuchte der ehemalige Präsident Jimmy Carter die Einrichtung.

## Zitat
Am Tag der Einweihung des LBJ Library & Museum, dem 22. Mai 1971, verkündete Lyndon B. Johnson:

„Ich hoffe, dass die Besucher, die hierher kommen, ein besseres Verständnis der Präsidentschaft erlangen, und dass die jungen Leute, die hierher kommen, besser begreifen können, was diese Nation in einer ereignisreichen Periode ihrer Geschichte zu unternehmen versucht hat.“